# Viatcheslav Bouravtchikov
Pour les articles homonymes, voir Bouravtchikov.
Viatcheslav Vladimirovitch Bouravtchikov - en russe : Вячеслав Владимирович Буравчиков (Vâčeslav Vladimirovič Buravčikov) et en anglais : Vyacheslav Buravchikov (né le 22 mai 1987 à Moscou en URSS) est un joueur professionnel russe de hockey sur glace.

## Biographie

### Carrière en club
En 2003, il commence sa carrière en senior avec l'équipe réserve des Krylia Sovetov dans la Pervaïa liga, le troisième échelon russe. Deux ans plus tard, il rejoint le Khimik Moskovskaïa Oblast dans la Superliga. Il est choisi au cours du repêchage d'entrée 2005 dans la Ligue nationale de hockey par les Sabres de Buffalo en 6e ronde, en 191e position. En 2006, il signe aux Ak Bars Kazan avec qui il remporte la Coupe continentale 2008, et la Coupe Gagarine 2009, 2010. Le 24 décembre 2010, il est échangé avec une compensation monétaire au HK CSKA Moscou en retour de Konstantin Korneïev.

### Carrière internationale
Il représente la Russie au niveau international. Il a participé aux sélections jeunes. Il fait sa première apparition en senior le 9 février 2011 avec l'équipe de Russie B contre la France au cours d'une manche de l'Euro Ice Hockey Challenge. Il honore sa première sélection senior avec la Russie A le 1er avril 2011 lors d'un match amical face à la Biélorussie.

## Trophées et honneurs personnels
- 2005 : nommé dans l'équipe type du Championnat du monde moins de 18 ans.

## Statistiques

### En club
| Saison    | Équipe                    | Ligue         |    | Saison régulière | Saison régulière | Saison régulière | Saison régulière | Saison régulière |   | Séries éliminatoires | Séries éliminatoires | Séries éliminatoires | Séries éliminatoires | Séries éliminatoires |
| Saison    | Équipe                    | Ligue         | PJ | B                | A                | Pts              | Pun              | PJ               | B | A                    | Pts                  | Pun                  |                      |                      |
| 2003-2004 | Krylia Sovetov 2          | Pervaïa liga  | 20 | 3                | 7                | 10               | 38               |                  |   |                      |                      |                      |                      |                      |
| 2004-2005 | Krylia Sovetov 2          | Pervaïa liga  | 15 | 5                | 6                | 11               | 22               |                  |   |                      |                      |                      |                      |                      |
| 2004-2005 | Krylia Sovetov            | Vyschaïa liga | 26 | 4                | 1                | 5                | 14               | 3                | 0 | 0                    | 0                    | 2                    |                      |                      |
| 2005-2006 | Khimik Moskovskaïa Oblast | Superliga     | 43 | 1                | 3                | 4                | 24               | 9                | 1 | 0                    | 1                    | 4                    |                      |                      |
| 2006-2007 | Ak Bars Kazan             | Superliga     | 35 | 0                | 3                | 3                | 20               | -                | - | -                    | -                    | -                    |                      |                      |
| 2007-2008 | Ak Bars Kazan             | Superliga     | 46 | 1                | 0                | 1                | 12               | 10               | 1 | 0                    | 1                    | 4                    |                      |                      |
| 2008-2009 | Ak Bars Kazan             | KHL           | 44 | 4                | 6                | 10               | 14               | 18               | 0 | 1                    | 1                    | 16                   |                      |                      |
| 2009-2010 | Ak Bars Kazan             | KHL           | 35 | 3                | 3                | 6                | 26               | 6                | 0 | 1                    | 1                    | 0                    |                      |                      |
| 2010-2011 | Ak Bars Kazan             | KHL           | 21 | 2                | 0                | 2                | 8                |                  |   |                      |                      |                      |                      |                      |
| 2010-2011 | HK CSKA Moscou            | KHL           | 17 | 0                | 3                | 3                | 2                | -                | - | -                    | -                    | -                    |                      |                      |
| 2011-2012 | HK CSKA Moscou            | KHL           | 54 | 5                | 2                | 7                | 16               | 5                | 0 | 0                    | 0                    | 4                    |                      |                      |
| 2012-2013 | HK CSKA Moscou            | KHL           | 16 | 0                | 1                | 1                | 0                | -                | - | -                    | -                    | -                    |                      |                      |

### En équipe nationale
| Année | Compétition                 | PJ | B | A | Pts | +/- | Pun | Résultat          |
| ----- | --------------------------- | -- | - | - | --- | --- | --- | ----------------- |
| 2005  | Championnat du monde 18 ans | 6  | 3 | 4 | 7   | +2  | 4   | Cinquième place   |
| 2006  | Championnat du monde junior | 6  | 0 | 2 | 2   | +5  | 4   | Médaille d'argent |
| 2007  | Championnat du monde junior | 6  | 2 | 2 | 4   | +1  | 2   | Médaille d'argent |